# Edith Stein (film)
Pour plus de détails, voir Fiche technique et Distribution.
Edith Stein, Breslau 1891 - Auschwitz 1942 est un court-métrage français écrit, produit et réalisé en 1962 par Dominique Delouche, sorti en 1963.

## Synopsis
Vingt ans après la disparition d'Edith Stein dans les chambres à gaz d'Auschwitz, Dominique Delouche part sur les traces du mystère de celle qui, née juive, mourut religieuse carmélite. Interrogeant les gens qui l'ont connue, accompagnant son cheminement cinématographique d'écrits d'Edith Stein, il parle du parcours de cette dernière depuis la Wroclaw (ex Breslau) de sa naissance en 1891 jusqu'au camp de la mort cinq décennies plus tard.
À Breslau, Edith Stein grandit et étudia la philosophie, avant de se perfectionner dans la matière à Göttingen. Elle rejoignit ensuite l'université de Fribourg où elle assista Edmund Husserl, le fondateur de l'école de phénoménologie. Mais elle réalisa qu'elle n'était pas comblée spirituellement. C'est alors qu'en quête d'absolu, elle découvrit le catholicisme, se fit baptiser dans l’église de Bergzaben avant d'entrer dans les ordres au Carmel d'Echt aux Pays-Bas. Jusqu'à ce jour de 1942 où les nazis décidèrent de l'arrêter.

## Fiche technique
- Titre complet : Edith Stein, Breslau 1891 - Auschwitz 1942
- Producteur et réalisateur : Dominique Delouche
- Scénario : Dominique Delouche, d'après la bibliographie Edith Stein. La vigne du carmel, d'Élisabeth de Miribel, Éditions du Seuil, Paris, 1954, 218 p.
- Collaboratrice artistique : Annette Rizzo
- Textes : Edith Stein, Jean de la Croix
- Société de production : Les Films du Prieuré
- Société de distribution : Doriane Films (DVD) (bonus du film de Dominique Delouche "L'Homme de désir") (2010)
- Effets visuels : Emile Leze
- Musique : chants bénédictins, Hymne national allemand, "Kol Nidré" (chant hébraïque) et Concerto N°8 opus 6 en sol mineur "Fatto per la notte di Natale" d'Arcangelo Corelli
- Montage : Marity Cléris
- Documentation et témoignages : Père van Breda, Mgr Kochs, Mgr Schlafk, Frau Doktor Beermann, E. Nicola, Sœur Agnella, Frau Müller, Sœur Aldegundis, Docteur Scheu, Frau Mayer, Sœur Placida, Gertrud von Le Fort, Martha Schnell-Paulus, P. Przywara, Professeur Dempf, Dr. Dorpmund, Professeur Rest, Mgr. Krominek, Kazimierz Smolen
- Tournage : en février et mars 1962 à Wroclaw, Göttingen, Bergzabern, Spire, Fribourg en Brisgau, Beuron, Münster, Echt, Auschwitz.
- Langue : français, allemand, polonais
- Laboratoire : CTM (Gennevilliers)
- Auditorium : Studio Marignan
- Disques : Le Chant du Monde
- Visa d'exploitation en France N° 24921
- Pays :  France
- Genre : Documentaire
- Format : Noir et blanc - Négatif et Positif : 35 mm - Son : Mono
- Durée : 14 minutes
- Dates de sortie : 1er mai 1963 dans le programme Intégrale Dominique Delouche / 2010 (DVD)
- Palmarès : Grand Prix du Festival de Prades 1963

## Distribution (non créditée)
- Sœur Aldegundis
- Frau Müller
- Adolf Hitler (séquences d'archives)

### Avec la voix de
- Dominique Delouche : lui-même
- Annette Rizzo : Edith Stein
- Sœur Placida
- Le père Van Breda
- Gertrud von Le Fort

## Autour du film
- Pour les besoins de la Règle de Clôture, les prises de vues à l'intérieur du Carmel d'Echt furent confiées aux religieuses elles-mêmes.